# قناة الإخبارية
قناة الإخبارية هي محطة فضائية سعودية إخبارية باللغة العربية، وهي القناة التلفزيونية السعودية الرابعة التابعة لقنوات التلفزيون السعودي الحكومية. تهتم القناة بالأخبار العالمية والعربية والمحلية وتهدف إلى تقديم صورة جديدة عن المملكة. بدأت البث فعليا في 11 يناير 2004م عبر بث فضائي بواقع 12 ساعة يومياً تبدأ من الثانية ظهراً وحتى الثانية ليلاً، ليصل البث في وقت لاحق إلى مدار الأربع والعشرين ساعة.

## التاريخ
في ديسمبر 2017م أصدر وزير الثقافة والإعلام الدكتور عواد العواد قراراً بتحويل قناة الإخبارية إلى شركة شبكة الإخبارية، وتكون ملكيتها مناصفة بين كل من هيئة الإذاعة والتلفزيون وهيئة وكالة الأنباء السعودية.

## برامج القناة
عرضت القناة الإخبارية العديد من البرامج منذ انطلاقتها عام 2004م ومنها:
1. حوار عبر الأقمار.
2. طب الأعشاب.
3. آفاق ثقافية.
4. برسم الصحافة.
5. سيدة في العمل.
6. من منبر الحرم.
7. أمريكا من الداخل.
8. حقيبة المراسل.
9. تجاه الهدف.
10. دوائر.
11. عطفاً على السؤال.
12. من الإخبارية.
13. العالم بعيون سعودية.
14. الراصد.
15. المنتصف.
16. ستوديو الإخبارية.
17. طبعة المشاهد.
18. همسايه.
19. أسواق السعودية.
20. هنا الرياض.
21. سيرة طبيب.
22. برنامج اليوم.
23. أموال ومسارات

## مديرو قناة الإخبارية
| المدير                  | الفترة                   | مصدر  |
| ----------------------- | ------------------------ | ----- |
| فارس بن حزام            | سبتمبر 2019م - إلى الآن  | [ 2 ] |
| خالد مدخلي              | مارس 2018م - يونيو 2019م | [ 3 ] |
| جاسر بن عبد الله الجاسر | 2015م - مارس 2018م       | [ 4 ] |

## مذيعو ومذيعات القناة
تضم قناة الإخبارية العديد من المذيعين والمذيعات، ومنهم: خالد الشهوان، وعبدالله المنقور، وعبدالله الحارثي، وعبدالله السبيعي، وريما الشامخ، وعثمان الغامدي، وحفصة أبو سيدو، وسماح شهوان، وشيرين الرفاعي، وغنام المريخي، وفوز الخمعلي، وسعد الشملاني، وخلود كشلي، وناصر الدعجاني، وعزام العبيد، وفيصل الحارثي، وحسن خواجي، وسعد القحطاني، وتركي عبد العزيز العجمة و سعيد ال حمد .

## وصلات خارجية
- البث المباشر للقناة.